# Кубок ірландської ліги з футболу 2005
Кубок ірландської ліги 2005 — 32-й розіграш Кубка ірландської ліги. Переможцем вшосте став Деррі Сіті.

## Календар
| Раунд        | Дата              | Матчі | Клуби   |
| ------------ | ----------------- | ----- | ------- |
| Перший раунд | 30-31 травня 2005 | 7     | 23 → 16 |
| 1/8 фіналу   | 20-26 червня 2005 | 8     | 16 → 8  |
| 1/4 фіналу   | 4-5 липня 2005    | 4     | 8 → 4   |
| 1/2 фіналу   | 22-23 серпня 2005 | 2     | 4 → 2   |
| Фінал        | 20 вересня 2005   | 1     | 2 → 1   |

## Перший раунд
| Команда 1       | Рахунок      | Команда 2            |
| --------------- | ------------ | -------------------- |
| 30 травня 2005  |              |                      |
| Дублін Сіті     | 1:3          | УКД                  |
| Дандолк         | 2:4          | Сент-Патрікс Атлетік |
| Лімерик         | 2:2 пен. 1:4 | Вотерфорд Юнайтед    |
| 31 травня 2005  |              |                      |
| Брей Вондерерз  | 0:3          | Шемрок Роверс        |
| Деррі Сіті      | 2:1          | Майо Ліга            |
| Монахан Юнайтед | 2:0          | Атлон Таун           |
| Слайго Роверз   | 1:0          | Фінн Гарпс           |

## 1/8 фіналу
| Команда 1      | Рахунок | Команда 2            |
| -------------- | ------- | -------------------- |
| 20 червня 2005 |         |                      |
| Корк Сіті      | 3:0     | Кілкенні Сіті        |
| УКД            | 1:0     | Шемрок Роверс        |
| 21 червня 2005 |         |                      |
| Богеміан       | 1:3     | Сент-Патрікс Атлетік |
| Коб Рамблерс   | 0:1     | Вотерфорд Юнайтед    |
| Дроеда Юнайтед | 2:1     | Монахан Юнайтед      |
| Шелбурн        | 2:1     | Кілдер Каунті        |
| Слайго Роверз  | 0:2     | Лонгфорд Таун        |
| 26 червня 2005 |         |                      |
| Деррі Сіті     | 2:1     | Голвей Юнайтед       |

## 1/4 фіналу
| Команда 1    | Рахунок      | Команда 2            |
| ------------ | ------------ | -------------------- |
| 4 липня 2005 |              |                      |
| УКД          | 1:0          | Вотерфорд Юнайтед    |
| Шелбурн      | 2:1          | Сент-Патрікс Атлетік |
| 5 липня 2005 |              |                      |
| Корк Сіті    | 0:1 дч       | Лонгфорд Таун        |
| Деррі Сіті   | 2:2 пен. 5:4 | Дроеда Юнайтед       |

## 1/2 фіналу
| Команда 1      | Рахунок | Команда 2     |
| -------------- | ------- | ------------- |
| 22 серпня 2005 |         |               |
| Шелбурн        | 1:2     | УКД           |
| 23 серпня 2005 |         |               |
| Деррі Сіті     | 2:1     | Лонгфорд Таун |

## Фінал
| 20 вересня 2005 |

| УКД      | 1:2      | Деррі Сіті                   |
| -------- | -------- | ---------------------------- |
| Бірн 40' | Протокол | Мерфі 14' Макволтер 45' (аг) |

| Белфілд Парк, Дублін Глядачів: 2 150 Арбітр: Даміен Хенкок |